# Felix Scherke
Johann Gerhard Günther Felix Scherke (* 1. Februar 1892 in Cottbus; † 4. März 1977 in Freiburg im Breisgau) war ein deutscher Psychologe.

## Leben
Scherke wurde 1892 als Sohn eines Lehrers geboren. Nach dem Abitur 1911 am Friedrich-Wilhelm-Gymnasium Cottbus studierte er Germanistik, Geschichte und Philosophie an der Philipps-Universität Marburg, Universität Leipzig (u. a. bei Felix Krueger) und Martin-Luther-Universität Halle-Wittenberg fort. 1914 wurde er zum Kriegsdienst eingezogen und geriet noch im selben Jahr in russische Kriegsgefangenschaft. 1920 kehrte er nach Deutschland zurück; ihn hatte es bis in die Mandschurei verschlagen. 1921 wurde er bei Theodor Ziehen in Halle (Saale) mit der Dissertation Über das Verhalten der Primitiven bis zum Tode zum Dr. phil. promoviert.
Danach war er als wissenschaftlicher Mitarbeiter im Reichswehrministerium bzw. Reichskriegsministerium tätig. Von 1936 bis 1940 war er Wehrpsychologe beim Oberkommando der Wehrmacht (OKW) in Berlin. Außerdem absolvierte er eine Ausbildung zum Psychotherapeuten (nach Alfred Adler). Von 1940 bis 1946 war er Geschäftsführender Dozent und Leiter der Forschungsstelle für Betriebspsychologie beim Deutschen Institut für Psychotherapieforschung und Psychotherapie in Berlin. Am Ende des Zweiten Weltkrieges geriet er mit dem NS-Regime in Konflikt, da er die institutseigene Bibliothek wegen der heranrückenden Roten Armee nach München auslagern wollte.
Von 1948 bis 1957 war er ordentlicher Professor für Psychologie und Pädagogik an der Hochschule für Wirtschafts- und Sozialwissenschaften Nürnberg.

## Schriften (Auswahl)
- Über das Verhalten der Primitiven bis zum Tode. Beyer & Söhne, Langensalza 1923.
- mit Ursula Gräfin Vitzthum von Eckstädt: Bibliographie der geistigen Kriegsführung. Mit einem Geleitwort von Friedrich von Cochenhausen, Bernard & Graefe, Berlin 1938.
- Betriebspsychologie. Ihre Methoden und ihre Technik. Albert Nauck, Berlin 1948.